# Phymaturus
Phymaturus is een geslacht van hagedissen uit de familie Liolaemidae.

## Naam en indeling
De wetenschappelijke naam van de groep werd voor het eerst voorgesteld door Johann Ludwig Christian Gravenhorst in 1838. Er zijn 44 soorten, inclusief de pas in 2016 beschreven soorten Phymaturus curivilcun en Phymaturus rahuensis en de in 2014 beschreven Phymaturus yachanana.
Veel soorten werden tot 2010 tot het geslacht Oplurus gerekend. Vroeger was de levendbarende leguaan (Phymaturus palluma) de enige vertegenwoordiger van het geslacht Phymaturus.

## Levenswijze
Het voedsel bestaat uit ongewervelden maar ook plantendelen worden gegeten zoals bladeren. Veel soorten leven in bergstreken en nemen vaak een zonnebad om op te warmen. Het lichaam wordt hiertoe sterk afgeplat om meer zonnestraling op te vangen. De vrouwtjes zijn eierlevendbarend, de jongen komen niet in een ei ter wereld maar worden volledig ontwikkeld geboren.

## Verspreiding en habitat
Alle soorten komen voor in delen van Zuid-Amerika en leven in de landen Argentinië en Chili.
De habitat bestaat uit drogere gebieden, vaak met een rotsige ondergrond zoals kliffen en bergstreken. Ook in graslanden en scrubland worden veel soorten aangetroffen.

## Beschermingsstatus
Door de internationale natuurbeschermingsorganisatie IUCN is aan 40 soorten een beschermingsstatus toegewezen. Aan 31 soorten is de status 'veilig' toegewezen (Least Concern of LC), twee soorten staan te boek als 'kwetsbaar' (Vulnerable of VU), drie als 'onzeker' (Data Deficient of DD) en één als 'gevoelig' (Near Threatened of NT). De soorten Phymaturus bibronii, Phymaturus darwini en Phymaturus tenebrosus ten slotte worden beschouwd als 'bedreigd' (Endangered of EN).

## Soorten
Het geslacht omvat de volgende soorten, met de auteur en het verspreidingsgebied.
| Naam                                       | Auteur                                                      | Verspreidingsgebied |
| ------------------------------------------ | ----------------------------------------------------------- | ------------------- |
| Phymaturus aguanegra                       | Lobo, Laspiur & Acosta, 2013                                | Argentinië          |
| Phymaturus aguedae                         | Troncoso-Palacios & Esquerré, 2014                          | Chili               |
| Phymaturus alicahuense                     | Nuñez, Veloso, Espejo, Veloso, Cortes & Araya, 2010         | Chili               |
| Phymaturus antofagastensis                 | Pereyra, 1985                                               | Argentinië          |
| Phymaturus bibronii                        | Guichenot, 1848                                             | Chili               |
| Phymaturus cacivioi                        | Lobo & Nenda, 2015                                          | Argentinië          |
| Phymaturus calcogaster                     | Scolaro & Cei, 2003                                         | Argentinië          |
| Phymaturus camilae                         | Scolaro, Jara & Pincheira-Donoso, 2013                      | Argentinië          |
| Phymaturus castillensis                    | Scolaro & Pincheira-Donoso, 2010                            | Argentinië          |
| Phymaturus ceii                            | Scolaro & Ibargüengoytía, 2008                              | Argentinië          |
| Phymaturus curivilcun                      | Scolaro, Corbalán, Tappari & Streitenberger, 2016           | Argentinië          |
| Phymaturus darwini                         | Nuñez, Veloso, Espejo, Veloso, Cortes & Araya, 2010         | Chili               |
| Phymaturus delheyi                         | Avila, Fulvio-Pérez, Perez & Morando, 2011                  | Argentinië          |
| Phymaturus denotatus                       | Lobo, Nenda & Slodki, 2012                                  | Argentinië          |
| Phymaturus desuetus                        | Scolaro & Tappari, 2009                                     | Argentinië          |
| Phymaturus dorsimaculatus                  | Lobo & Quinteros, 2005                                      | Argentinië          |
| Phymaturus etheridgei                      | Lobo, Abdala & Valdecantos, 2010                            | Argentinië          |
| Phymaturus extrilidus                      | Lobo, Espinoza, Sanabria & Quiroga, 2012                    | Argentinië          |
| Phymaturus felixi                          | Lobo, Abdala & Valdecantos, 2010                            | Argentinië          |
| Phymaturus indistinctus                    | Cei & Castro, 1973                                          | Argentinië          |
| Phymaturus laurenti                        | Lobo, Abdala & Valdecantos, 2010                            | Argentinië          |
| Phymaturus mallimaccii                     | Cei, 1980                                                   | Argentinië          |
| Phymaturus manuelae                        | Scolaro & Ibargüengoytía, 2008                              | Argentinië          |
| Phymaturus maulense                        | Nuñez, Veloso, Espejo, Veloso, Cortes & Araya, 2010         | Chili               |
| Phymaturus nevadoi                         | Cei & Roig, 1975                                            | Argentinië          |
| Levendbarende leguaan (Phymaturus palluma) | Molina, 1782                                                | Argentinië, Chili   |
| Phymaturus patagonicus                     | Koslowsky, 1898                                             | Argentinië          |
| Phymaturus payuniae                        | Cei & Castro, 1973                                          | Argentinië          |
| Phymaturus punae                           | Cei, Etheridge & Videla, 1985                               | Argentinië          |
| Phymaturus querque                         | Lobo, Abdala & Valdecantos, 2010                            | Argentinië          |
| Phymaturus rahuensis                       | González-Marín, Fulvio-Pérez, Minoli, Morando & Avila, 2016 | Argentinië          |
| Phymaturus roigorum                        | Lobo & Abdala, 2007                                         | Argentinië          |
| Phymaturus sinervoi                        | Scolaro, De La Cruz & Ibargüengoytía, 2012                  | Argentinië          |
| Phymaturus sitesi                          | Avila, Fulvio-Pérez, Perez & Morando, 2011                  | Argentinië          |
| Phymaturus somuncurensis                   | Cei & Castro, 1973                                          | Argentinië          |
| Phymaturus spurcus                         | Barbour, 1921                                               | Argentinië          |
| Phymaturus tenebrosus                      | Lobo & Quinteros, 2005                                      | Argentinië          |
| Phymaturus tromen                          | Lobo & Nenda, 2015                                          | Argentinië          |
| Phymaturus verdugo                         | Cei & Videla, 2003                                          | Argentinië          |
| Phymaturus videlai                         | Scolaro & Pincheira-Donoso, 2010                            | Argentinië          |
| Phymaturus vociferator                     | Pincheira-Donoso, 2004                                      | Chili               |
| Phymaturus williamsi                       | Lobo, Laspiur & Acosta, 2013                                | Argentinië          |
| Phymaturus yachanana                       | Avila, Fulvio Pérez, Minoli & Morando, 2014                 | Argentinië          |
| Phymaturus zapalensis                      | Cei & Castro, 1973                                          | Argentinië          |